# Rio Jenipapo (Piauí)

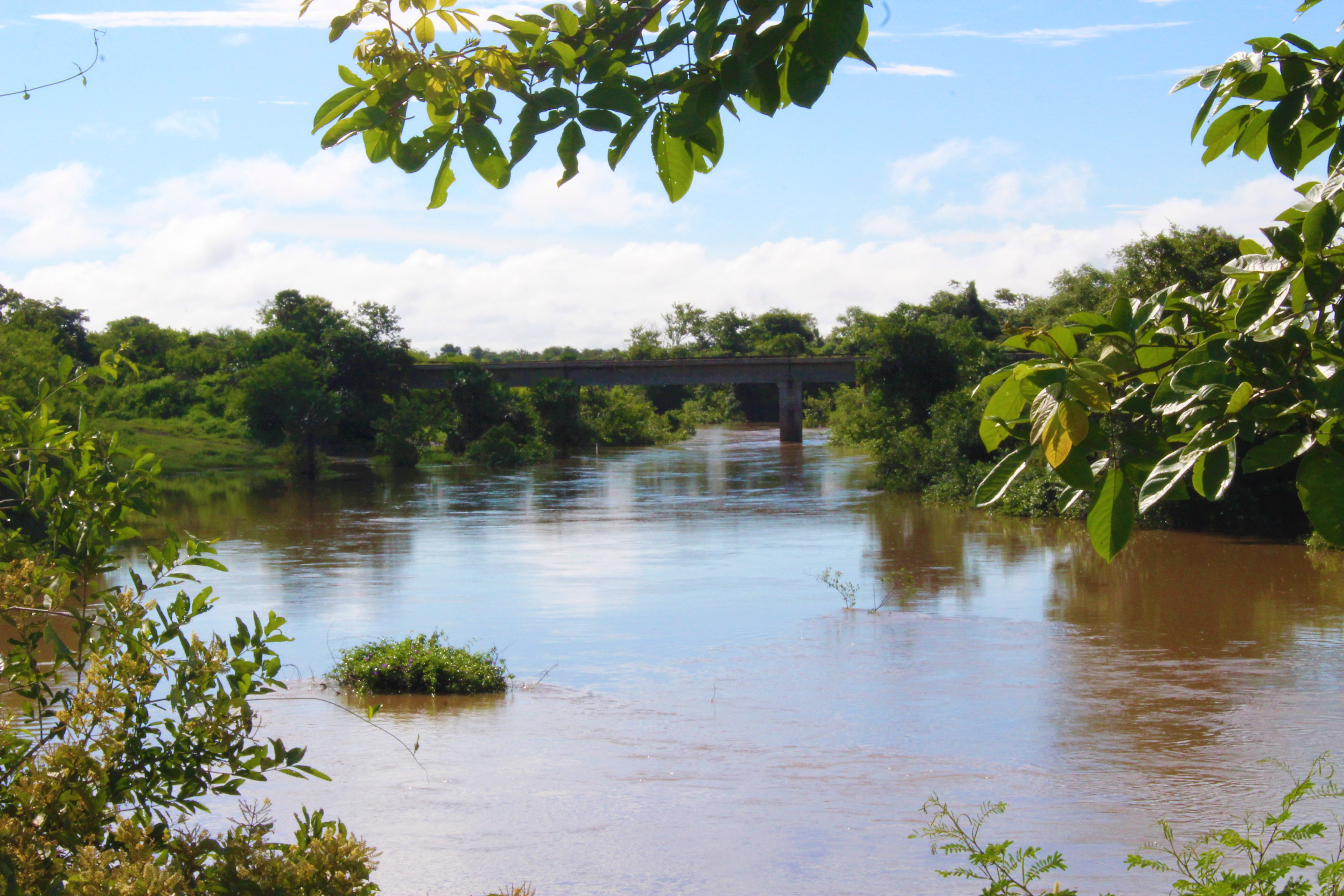
Vista de parte da ponte da antiga Ferrovia Teresina-Parnaíba.

O rio Jenipapo é um curso d'água que banha o estado do Piauí, no Brasil. Nasce no município de Alto Longá e passa por Campo Maior onde deságua no rio Longá, na sua margem foi travada a Batalha do Jenipapo, um combate decisivo pela unidade nacional da Independência do Brasil que ocorreu em 13 de março de 1823.

## Passagens rodoviárias e ferroviárias
É cortado pela rodovia BR-343 com uma ponde de cerca de 200 metros e também pela histórica ponte da Estrada de Ferro Central do Piauí e também pela rodovia estadual PI-115 rumo a Castelo do Piauí.

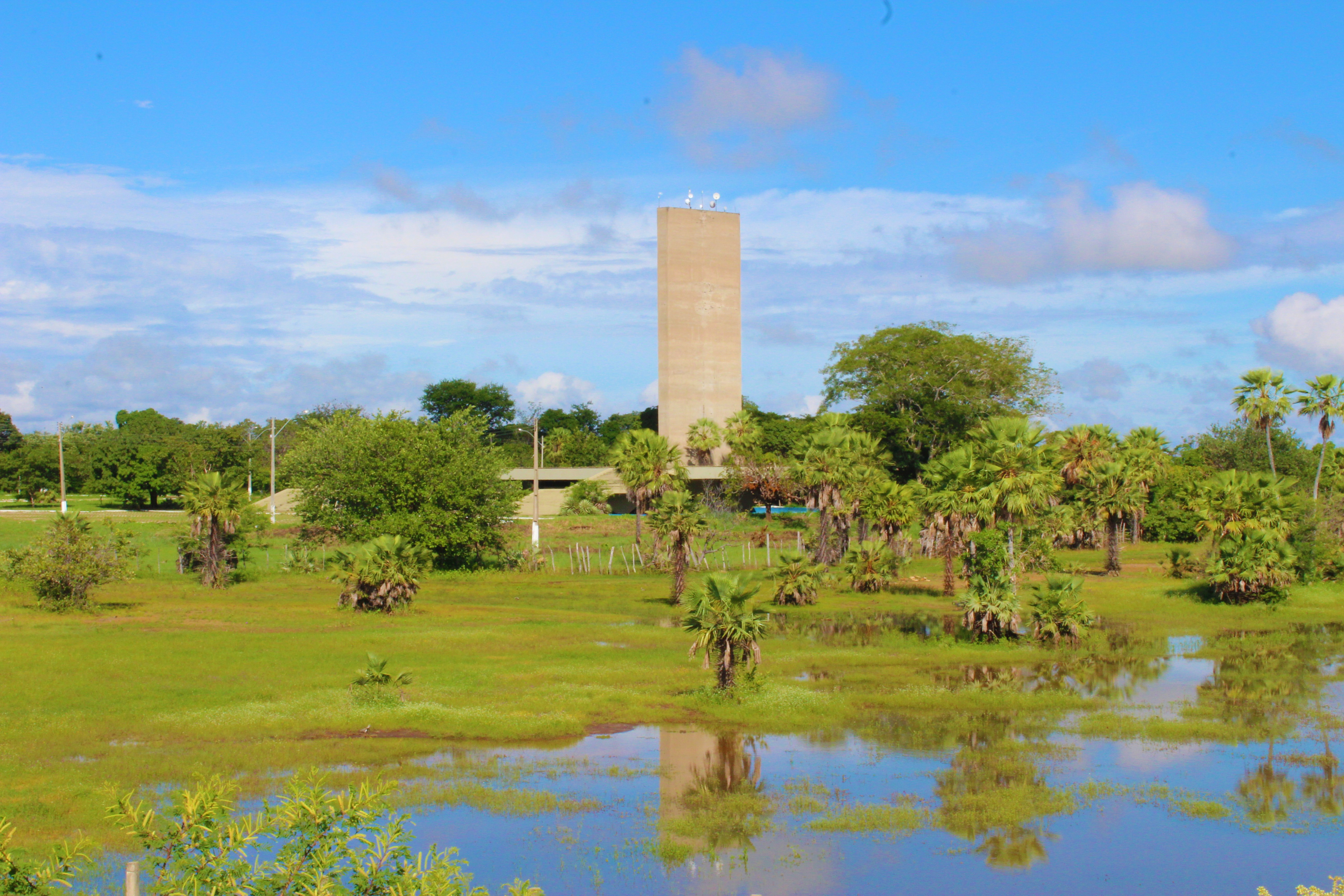
Vista da arquitetura do Monumento Nacional da Batalha do Jenipapo na margem do rio (Foto: Moacir Ximenes)